# Годфри, Рене
Рене́ Ве́ра Го́дфри (англ. Renee Vera Godfrey), в девичестве — Хаа́л (англ. Haal; 1 сентября 1919, Нью-Йорк, Нью-Йорк, США — 24 мая 1964, Лос-Анджелес, Калифорния, США) — американская актриса

, певица

 и фотомодель.

## Биография и карьера
Рене Вера Хаал, в замужестве Годфри, родилась 1 сентября 1919 года в Нью-Йорке (штат Нью-Йорк, США) в семье голландского торговца алмазами Эмиля Хаала и его жены. Она имела нидерландские и французские корни.
Начиная с 11 лет, она работала моделью, а будучи ученицей старшей школы перешла на вечернее обучение, чтобы можно было работать моделью в течение дня.  Хаал участвовал в конкурсе «Мисс Америка» в 1935 и 1937 годах как «Мисс Нью-Йорк». Она позировала для художника Джона Ла Гатта и фотографов Эдварда Стайхена, Виктора Кепплера, Джона Хатчинса и других. Она появилась в рекламных объявлениях, которые были опубликованы на национальном уровне, а её руки и ноги были самыми часто фотографируемыми в Нью-Йорке.
После того, как кинорежиссёр увидел её изображение на рекламном щите, она получила работу в кино.
В 1938 году она отправилась в Лондон, где познакомилась с актёром, режиссёром и сценаристом Питером Годфри, за которого вышла замуж 6 августа 1941 года. Он был почти на 20 лет старше её. В 1947 году у них родилась первая дочь, а в 1949 году — дочери-близнецы.
Она появлялась как на радио, так и в телевизионных программах в Англии.
Первоначально она вошла в кино в RKO, работая под именем Рене Хаал, и дебютировала в «Китти Фойл» (1940) Сэма Вуда.
Во время Второй мировой войны она и её муж развлекали войска любительскими магическими шоу. Она продолжала играть небольшие роли в кино.
Она умерла в Лос-Анджелесе, штат Калифорния, 24 мая 1964 года от рака, ей было 44 года. Похоронена на кладбище Мемориального парка Форест-Лаун в Глендейле.

## Избранная фильмография
| Год       |   | Русское название | Оригинальное название | Роль                             |
| --------- | - | ---------------- | --------------------- | -------------------------------- |
| 1940      | ф | Китти Фойл       | Kitty Foyle           | Продавщица в лифте               |
| 1941      | ф | Гражданин Кейн   | Citizen Kane          | Медсестра                        |
| 1946      | ф | Ночной кошмар    | Terror by Night       | Вивиан Веддер                    |
| 1960      | ф | Канкан           | Can-Can               | Вдова                            |
| 1960      | ф | Пожнёшь бурю     | Inherit the Wind      | Миссис Стеббинс                  |
| 1960—1962 | с | Шоу Донны Рид    | The Donna Reed Show   | Уильма / Глория                  |
| 1960—1962 | с | Перри Мейсон     | Perry Mason           | Мисс Уинслоу / Леди-библиотекарь |